# Agro Canal
O Agro Canal é uma das duas emissoras de televisão por satélite no Brasil, integrada ao Sistema Brasileiro do Agronegócio, sendo a outra o Canal do Boi, e que tem sua programação voltada para o agronegócio, exibindo leilões de animais, como bois, cabras e cavalos, além de entrevistas.
Em novembro de 2021, seus programas e Leilões são retransmitido também pela PlayTV, por motivos contratuais da fase TV Walter Abrahão (2020-2022).